# Скала Перья (Красноярские Столбы)
Скала Перья — скала в национальном парке Красноярские Столбы. Высота этой скалы — 42 метра. Перья — довольно труднодоступная скала, однако у неё есть 16 лазов. Несмотря на то, что скала стоит почти вертикально, люди забирались на неё за считанные секунды — например, самый быстрый подъём по лазу «Авиатор» — 18 секунд, а спуск по лазу «Шкуродёр» — всего 4—5 секунд.